# Патриаршая башня
Михайловская (Патриаршая, Никоновская, Литовская) башня — памятник архитектуры. Расположена в северной части Валдайского Иверского монастыря.
Башня построена как оборонное сооружение в 1688 году под руководством подмастерья Афанасия Фомина. С юга к башне примыкает корпус казначейских келий монастыря. По второму ярусу у башни сделаны большие окна-двери и фасадный декор из лекальных кирпичей, также использованный на колокольне, казначейских кельях и церкви Михаила Архангела.
В плане башня прямоугольная (13,6 х 11,7 м). Изначально своды делили её на три яруса, к XIX веку их заменили на плоские перекрытия с использованием дополнительных металлических связей. В первой половине XIX века к восточному и южному фасаду были сделаны пристройки. К 1829 году все башни монастырской ограды меняли, и первоначальный деревянный шатёр переделали в восьмигранный с переломом и шпилем, при этом шейку расписали под штукатурку с ложными окнами, а на шпиле установили флюгер, одноглавого польско-литовского орла. При перестройках XIX века композиции фасадов были искажены, кирпичный декор частично стёсан, окна и двери заложены и перебиты.
В башне в разное время размещались столярня, казначейские кладовые и монастырский архив, после 1917 года она не использовалась.
В 1961—1962 годах под руководством Л. Е. Красноречьева надземная часть была укреплена, был разобран аварийный шатёр, частично отреставрирована часть проёмов и декор, а в 1989—1993 годах под руководством В. А. Попова была сделана временная кровля, в 2005—2007 годах под руководством Т. Н. Пятницкой прошла реставрация с приспособлением под выставочный зал, библиотеку и иконописную мастерскую.
Шатёр по проекту Л. Е. Красноречьева был восстановлен в изначальных формах, но из металлических конструкций. Монолитные перекрытия разделили башню на четыре яруса. Окна и двери были восстановлены на исходных местах с новым столярным заполнением. Окрашена башня была исходя из концепции всего ансамбля, без исторических соответствий. В башню были проведены отопление, водопровод, канализация и электричество.